# 인천광역시의 지질

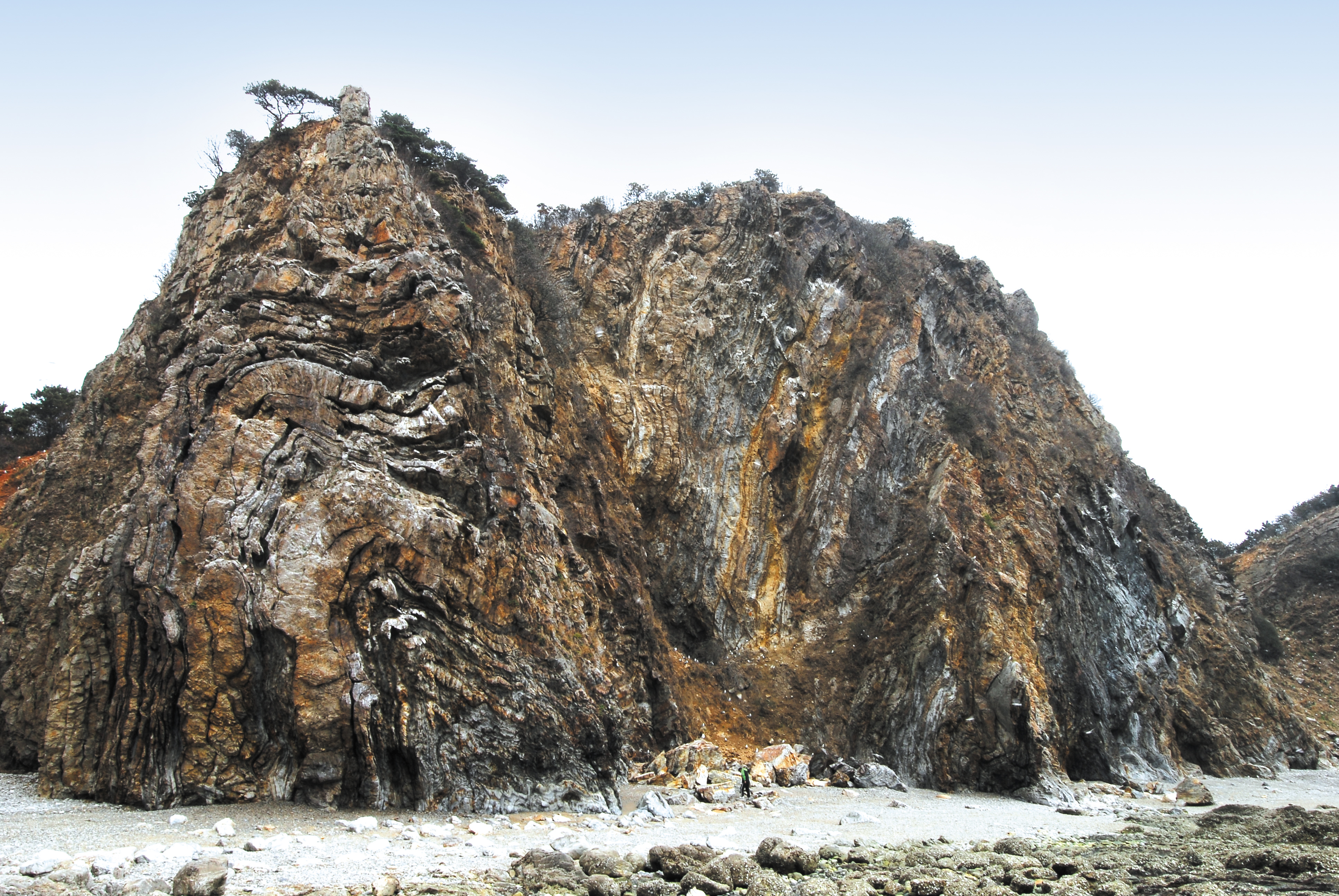
옹진 백령도 남포리 습곡구조

본 문서에서는 인천광역시의 지질과 옹진 백령도 두무진, 옹진 백령도 남포리 습곡구조, 대이작도 한반도 최고령 암석 등 지질유산에 대해 설명한다.

## 개요
인천광역시는 경기 육괴에 위치해 지질은 대개 선캄브리아기의 변성퇴적암 및 중생대 쥐라기의 대보 화강암으로 구성되나, 도서 지역에서는 지질이 복잡해져 영흥도와 덕적도에서는 각각 고생대와 중생대의 퇴적암이 분포하기도 한다. 대이작도에는 한반도 최고령 암석이 발견되었다. 1:5만 지질도 상으로 해당하는 지역은 다음과 같다.
(좌측 상단부터, 주문도 서부 3/4 = 주문도 서부 4분의 3에 해당하는 지역)
- 백령도, 대청도, 소청도 지질도폭(2021) : 백령도, 대청도, 소청도[2]
- 대연평도·우도 지질도폭(2021) : 연평도, 우도[3]
- 주문도 지질도폭(2016) : 주문도 서부 3/4, 불음도 남부, 아차도 전역[4]
- 무학 지질도폭(2016) : 불음도 북부, 서검도, 말도, 교동도 서부 1/3[4]
- 강화 지질도폭(2005) : 강화군 양사면, 송해면, 하점면, 내가면, 양도면 북부 2/3, 강화읍 서부 2/3, 불은면 서부 2/3, 길상면 북서부, 교동도 동부 2/3, 석모도 북부 4/5, 미법도[5]
- 온수리 지질도폭(2005) : 주문도 동부 1/4, 강화군 화도면, 장봉도, 모도, 시도, 신도 (옹진군)[5]
- 김포 지질도폭(1995, 남부 1/3) : 강화군 길상면 동부 1/2, 동검도, 인천광역시 서구 북부 4/5 및 세어도, 운염도, 계양구 서부 3/4, 중구 운북동, 중산동 북부[6]
- 용유도 지질도폭(2016) : 영종도 남서부(인천국제공항, 중구 운서동), 무의도, 실미도[4]
- 인천 지질도폭(1995) 중북부 : 영종도 남동부(중구 운남동, 중산동), 중구(인천항), 미추홀구, 연수구, 팔미도[6]
- 굴업도·덕적도·백아도·선갑도 지질도폭(2016) : 굴업도, 덕적도, 문갑도, 소야도, 소이작도, 백아도, 울도, 선갑도[7]
- 영흥도·풍도·격렬비열도·궁시도·거아도·내파수도 지질도폭(2016) : 대이작도, 승봉도, 자월도, 영흥도[8]
- 대부도 지질도폭(1999) : 선재도, 측도, 항도[9]

에 해당한다.

## 선캄브리아기백령도백령층군

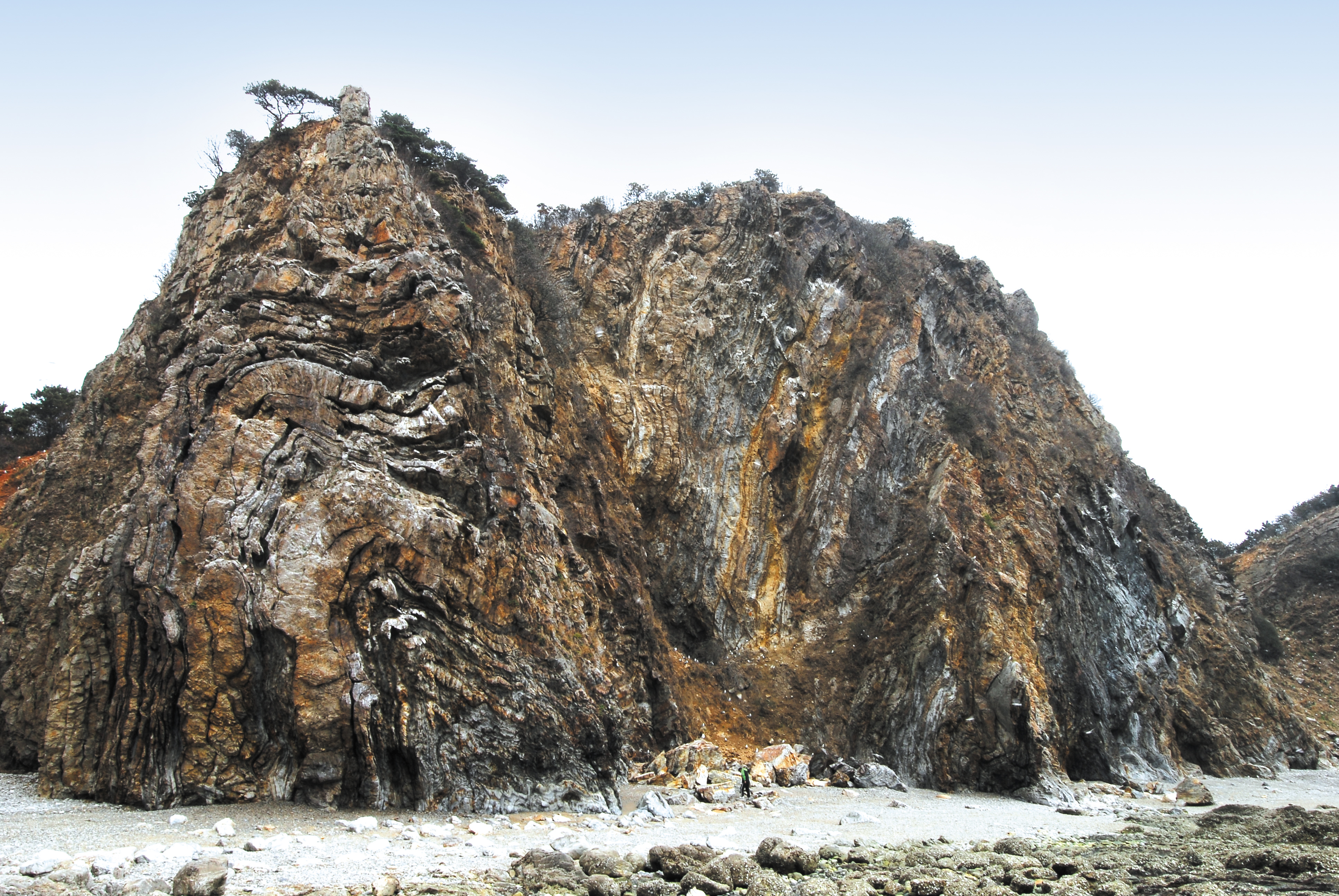
옹진 백령도 남포리 습곡구조와 백령층군

임순복 외(1999)는 백령도에 분포하는 쇄설성 퇴적층을 백령층군이라 명명하고 하부로부터 니질암 우세대인 중화동층, 이암-실트암-사암 호층대의 장촌층과 사암대인 두무진층으로 구분하였다. 그러나 이후 백령도 지질도폭(2021) 발간을 위한 야외조사에서 소규모 노두의 이암-사암 호층대가 나타나는 경우 단위 암석의 실제 두께를 알 수 없어 장촌층 혹은 두무진층으로 구분하는 것이 애매한 경우가 많았다. 또한 임순복 외(1999)가 제시한 두무진층 내에 나타나는 두꺼운 아암층 및 이암-사암-실트암 호층은 중화동층 혹은 장촌층이 아니라 두무진층의 일부라고 결론 지어, 백령층군을 하부부터 남포리층, 중화동층 그리고 두무진층으로 재분류하고 분포지를 조정하였다.

## 선캄브리아기대청도
대청도에 분포하는 대청층군은 하부 지두리층과 상부 독바위층으로 구성된다. 대청층군 퇴적암의 쇄설성 저어콘에 대한 SHRIMP U-Pb 연령 측정 결과 가장 젊은 연령은 1069±23 Ma으로 대청층군의 퇴적 시기는 약 10억년 전 이후이며 퇴적암을 형성한 퇴적물의 약 30%는 고원생대 스타테로스기(Statherian)의 화성암으로부터, 나머지는 중원생대(1.6~1.7 Ga)의 화성암으로부터 기원하였다. 이는 백령층군에서 보고된 결과와 유사해 두 층군이 동일 지질시대의 퇴적암이며 퇴적물 근원지도 비슷함을 지시한다.

### 지두리층

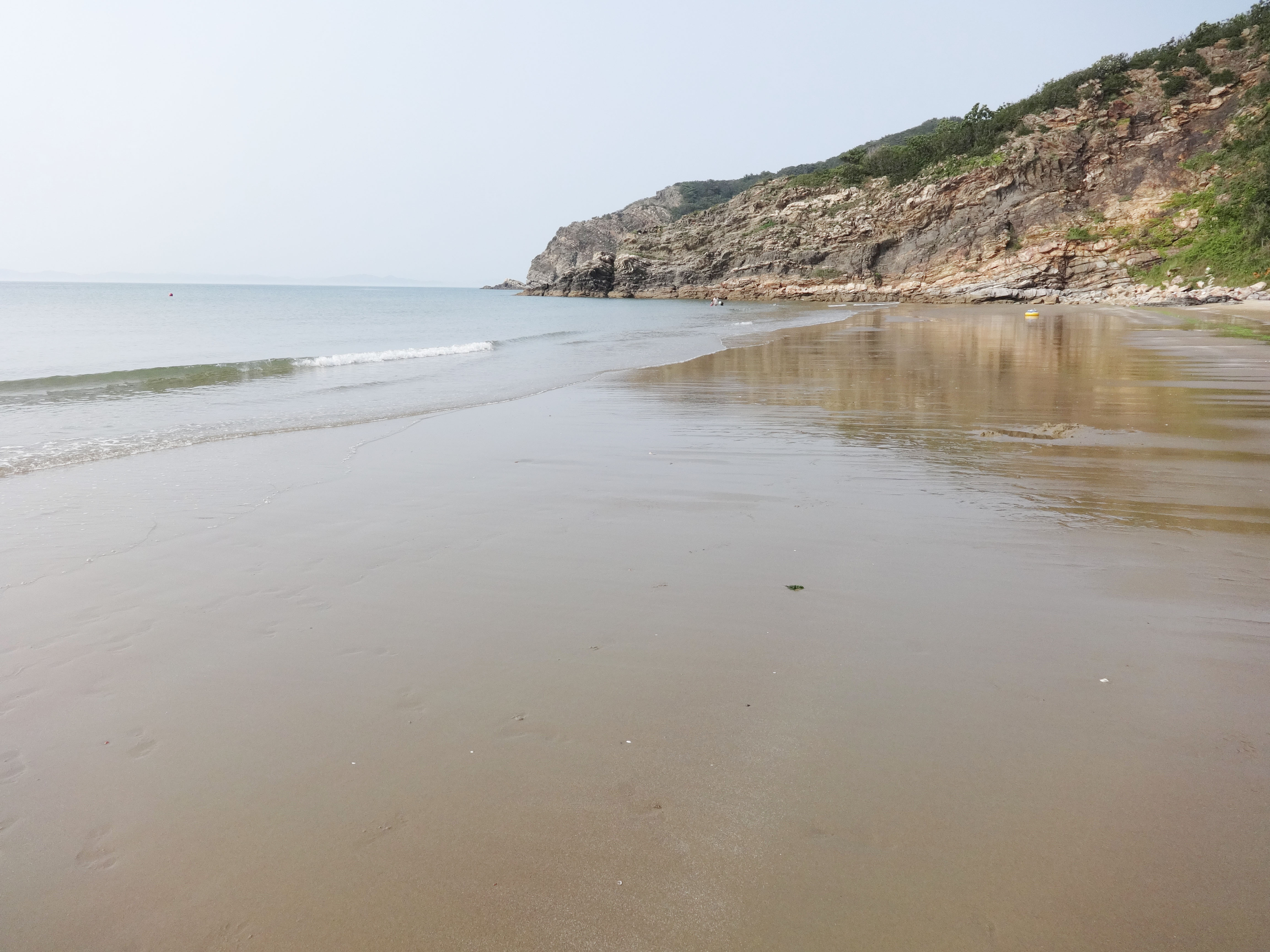
대청도 지두리해변의 지두리층 노두

지두리층은 대청층군의 최하부층이며 옥죽포해안에서 지두리해변에 이르는 대청도 서부 해안에 분포한다. 옥죽동 선착장 북쪽 해안의 지두리층 최하부는 예외적으로 적색 또는 회백색의 조립질 사암이 비교적 두껍게 나타나지만 지층의 대부분은 세립~조립질 사암, 암회색 내지 흑색의 이암과 회색의 실트암으로 주로 구성되고 이들이 다소 불규칙한 두께로 반복적인 호층을 이루는 이암-실트암-사암 호층대로 백령층군 남포리층과 유사하다. 지두리층의 주향과 경사는 대체로 북동 및 남서 방향이며 지두리 해안에서는 북북서 주향과 동북동 경사를 보이고 습곡의 영향으로 부분적으로 역전되어 있다.

### 독바위층
독바위층은 대청도 북서부 해안을 제외한 섬의 전 지역에 분포하며 주로 중립~조립질사암으로 구성되고 최대 350 m 두께의 셰일이 협재하며 드물게 이암-실트암-사암의 교호대가 수 매 협재한다.

## 선캄브리아기소청도

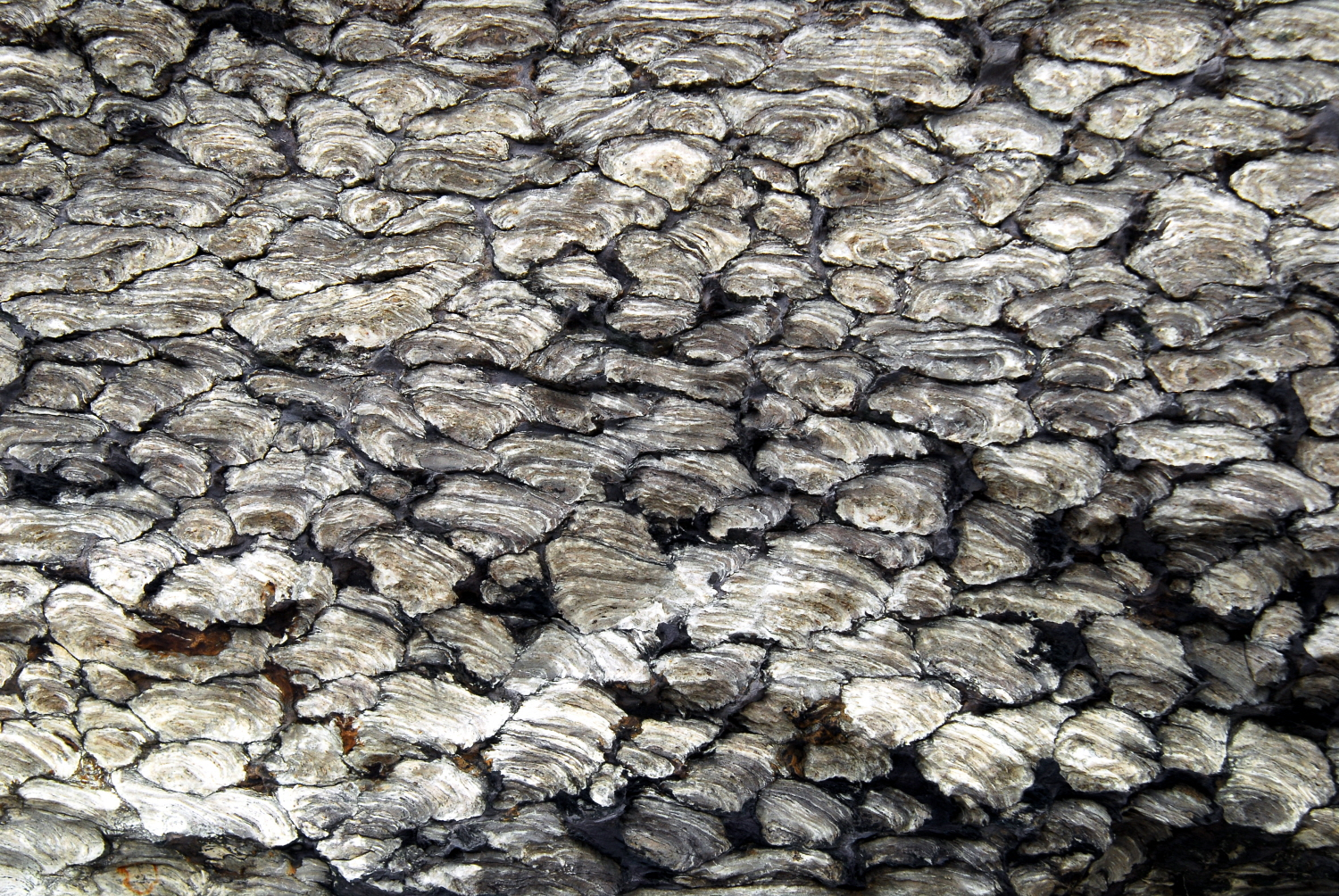
옹진 소청도 스트로마톨라이트 및 분바위

소청도는 한국에서는 드물게 저변성 퇴적암으로 구성되어 있으며 소청도의 퇴적암은 소청도 지질도폭(2021)에서 소청층으로 명명되었다. 사암과 셰일에서는 사층리와 연흔, 건열 등의 퇴적 구조들이 나타나기도 하며, 김정률 외(1999)는 소청도 지층에서 후기 원생대의 빗방울 자국(우흔)을 발견하였다. 소청도에는 지질유산인 옹진 소청도 스트로마톨라이트 및 분바위가 있다.

### 예동층원
예동층원은 소청도 남동부를 제외한 전 지역에 분포하며 주로 회색, 녹색, 자색의 세립~중립질사암, 회색의 실트암과 암녹색~흑색 또는 자색의 셰일로 구성되며 사암, 실트암, 셰일의 호층대이다. 층준에 따라 자색의 셰일/사암 및 석회암이 수 미터 두께로 나타난다. SHRIMP 저어콘 U-Pb 분석결과 예동층원의 최고 퇴적 시기는 약 900 Ma이다.

### 휘록암
소청도 전 지역에서는 예동층원 퇴적암에 평행하게 긴 띠 형태로 북동 60° 방향으로 관입한 수십 센티미터~수백 미터 폭의 휘록암(輝綠岩)이 빈번하게 출현한다. 대부분의 노두에서 휘록암 암상과 퇴적암의 접촉면은 뚜렷하다. 노화동 남쪽과 북동쪽에서는 오각형 혹은 육각형 모양의 주상절리가 나타난다. 휘록암의 U-Pb 연대측정 결과 206Pb/238U 가중평균연령은 888±5 Ma 으로 신원생대 초기에 해당한다.

### 분바위층원 및옹진 소청도 스트로마톨라이트 및 분바위
분바위층원은 예동층원 상위의 지층으로 소청도 남동부에 분포하며 지층의 하한은 수십 센티미터 두께의 사암, 실트암, 셰일이 소멸하고 수 미터 두께의 석회암이 우세하게 나타나기 시작하는 층준이다. 분바위층원은 대부분 석회암으로 구성되며 부분적으로 박층의 셰일을 포함한다. 분바위층원의 석회암은 주로 밝은 백색 내지 회백색을 띄며 예동층원의 주향과 평행하게 동북동 방향으로 발달한다. 분바위층원에는 스트로마톨라이트가 산출되어 천연기념물 제508호로 지정되어 있다.
김정률과 김태숙(1999)은 이 스트로마톨라이트를 북한 상원계 신원생대 지층에 나타나는 스트로마톨라이트와 대비시켜 신원생대 퇴적층으로 보고하였고 한반도에서 가장 오래된 화석으로 기재하였으며 이성주 외(2003) 역시 스트로마톨라이트 내에서 한국 최초로 발견된 박테리아 화석의 산출시기를 바탕으로 신원생대에 퇴적된 지층일 가능성을 제시했다. 스트로마톨라이트에서는 심하게 변형된 유기물질과 함께 22개체의 박테리아 화석이 발견되었고, 이 중 분류 가능한 화석은 3속 4종(Siphonophycus inornatum,  Siphonophycus robustum,  Obruchevella sp.,  Sphaerophycus sp.) 으로,  모든 화석은 원시 남조세균으로 해석되었다. Obruchevella sp. 화석은 전 세계적으로 후기 원생대(Neoproterozoic)에 산출되어
옹진 소청도 스트로마톨라이트 및 분바위는 대한민국 인천광역시 옹진군 소청도에 있는 선캄브리아기 스트로마톨라이트 지질유산이며 대한민국의 천연기념물 제508호이다. 소청도 스트로마톨라이트 내에서는 국내 최초로 박테리아 화석이 보고되어 국내에서는 가장 오래된 화석(원생대 후기; 약 6억 내지 10억년 전)으로 평가받고 있다. 소청도의 스트로마톨라이트가 발달한 석회암은 일제강점기에서부터 수십년 전까지 건축재료용으로 많이 채석되어 남아 있는 양이 적을 뿐만아니라, 그 모양도 아름다워 무단채취의 위험성이 높아 지정·보존가치가 높다. 또한, 분바위라고 부르고 있는 백색의 결정질 석회암(대리암)이 해식작용으로 노출되어 있어 주변 해안의 경관이 매우 수려하다.

## 선캄브리아기연평도

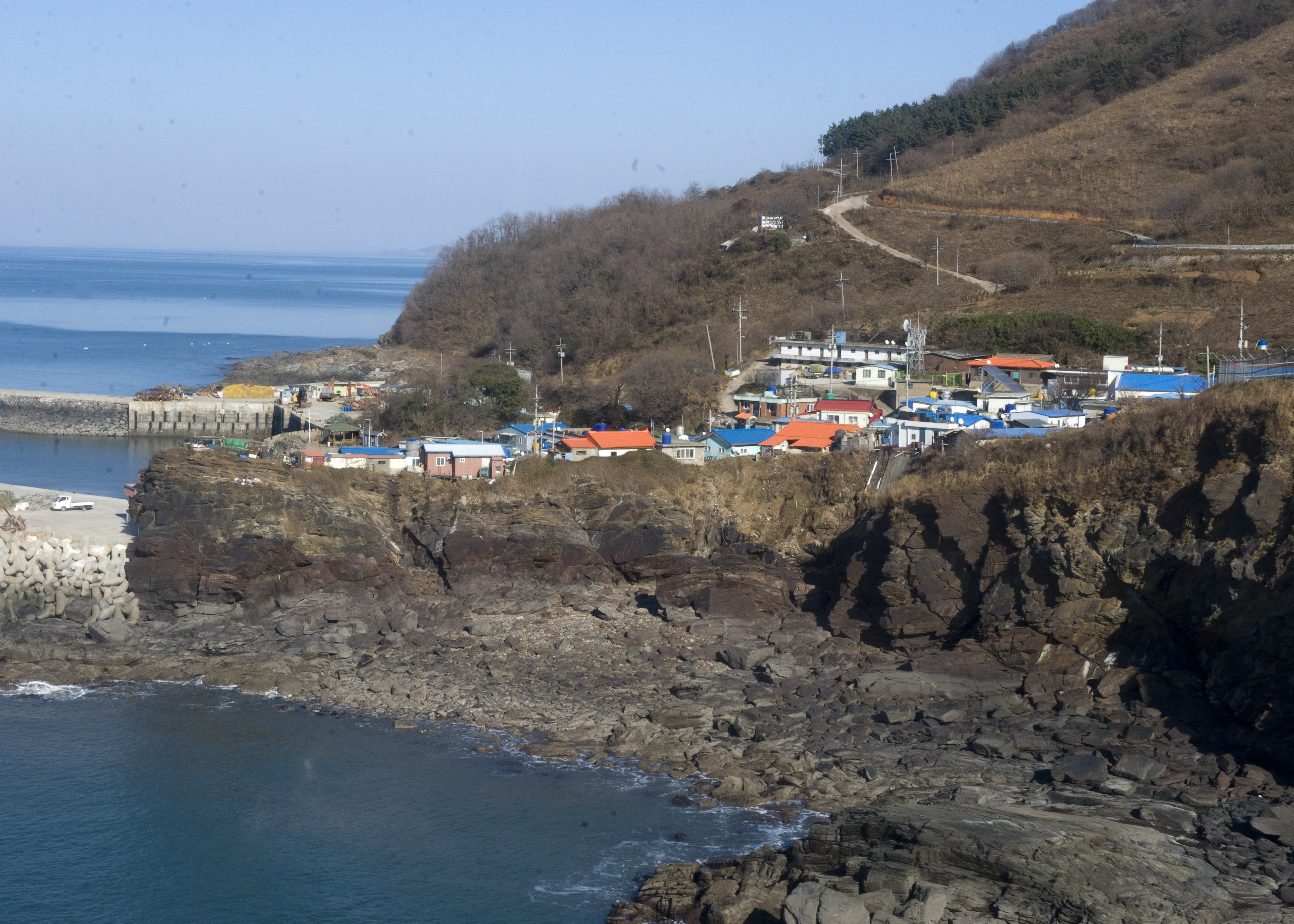
대연평도의 석영편암

### 대연평도석영편암
대연평도 기반암의 90%는 석영편암으로 석영을 주 구성 성분으로 하고 견운모를 포함한다. 이 암석은 유백색, 회백색 혹은 연갈색을 띠며 방향성이 없고 저각 경사하는 엽리가 잘 발달한 중립 내지 조립질 암석이다. 석영편암 내에는 석류석 반상변정을 포함하는 석류석-운모 편암이 수십 센티미터 내지 수십 미터의 두께로 협재된다. 두 암석에 대한 SHRIMP 저어콘 U-Pb 연대측정 결과 대연평도 변성퇴적암의 퇴적시기는 최대 1.7 Ga로 해석되며 이는 고원생대 스타테로스기의 말기다.

### 소연평도화강편마암
소연평도의 화강편마암은 석류석-각섬석 화강편마암과 흑운모 화강편마암으로 구분된다. 석류석-각섬석 화강편마암은 가장 오래된 암석으로 심성암의 입상조직을 보이며 엽리상 조립/중립질로서 대체로 담갈색/담홍색을 띠는 화강암 기원의 정편마암이다. 그리고 엽리상 반화강암의 암맥이 석류석-각섬석 화강편마암의 엽리 방향과 평행하게 수십 센티미터 폭으로 관입하였다. SHRIMP 저어콘 U-Pb 결과 이 화강편마암은 고원생대 라이악스기 말기인 2056±13 Ma에 판 내부에서 기원한 알칼리 화강암질 내지 석영몬조니암질 마그마가 정치하여 결정화된 후 고생대 후기(374±240 Ma)에 광역변성작용을 받은 것으로 해석된다.

### 소연평도각섬암
소연평도의 각섬암은 소연평도 중앙에서 고원생대 화강편마암과 편암류를 관입하는 폭 700 m, 길이 1.3 km 크기로 분포하며 남동쪽 해안에서 해수면 아래로 연장된다. 또한 각섬암은 고원생대 암석을 관입하는 소규모의 암맥 형태로도 나타난다. 연대측정 결과 소연평도의 각섬암은 약 1.26~1.19 Ga(중원생대 엑타시스기 말기-스테노스기 초기)에 염기성 마그마가 굳어 형성되었고 고생대/중생대 초에 광역변성작용을 받은 것으로 해석된다.

## 선캄브리아기우도

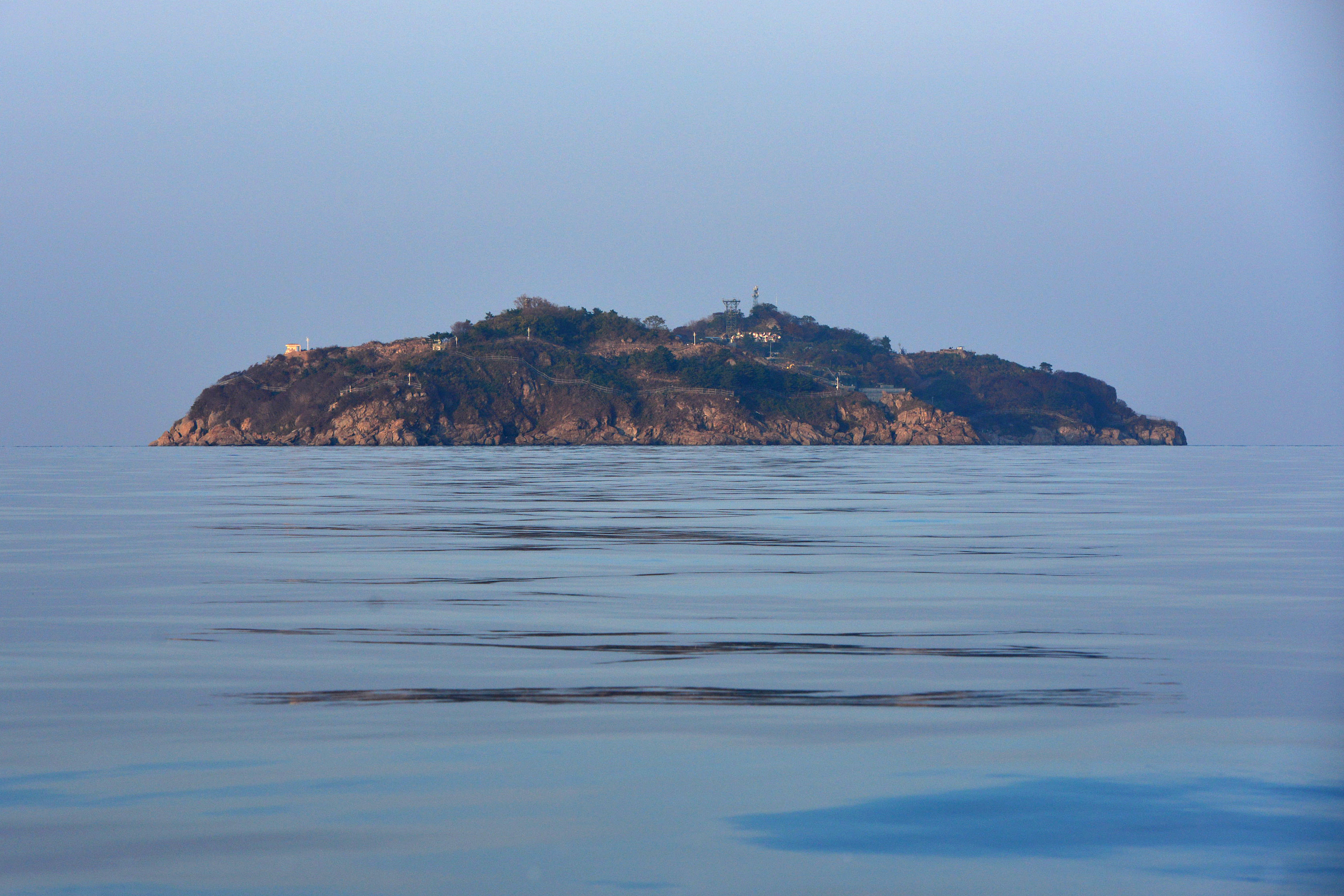
우도의 석류석-흑운모 화강편마암

우도의 석류석-흑운모 화강편마암은 중립/조립질이고 부분적으로 엽리가 나타나며 페그마타이트를 수반한다. SHRIMP 저어콘 U-Pb 연대측정 결과 고원생대 오로세이라기 말기인 1846±16 Ma에 형성된 것으로 해석된다.

## 경기변성암복합체

### 강화도 흑운모 편마암
경기변성암복합체 흑운모 편마암은 강화읍 고려산(436 m), 낙조봉, 혈구산(466 m) 등 강화도 산악 지역과 인천광역시 서구 연희동, 오류동, 불로동, 원당동, 당하동, 백석동, 둑실동 일부 지역에 분포한다. 김포 지질도폭(1995)의 흑운모 편마암은 우백질 부분과 흑운모가 농집된 우흑질 부분이 교호된 불규칙한 소규모 습곡의 양상을 보인다. 강화 지질도폭(2005)의 흑운모 편마암은 석영과 장석으로 구성된 우백대와 흑운모, 각섬석 등의 유색광물로 구성된 우흑대가 교호한다. 조등룡(2012)에 의하면 흑운모 편마암은 대부분의 노두에서 우백대가 잘 발달하는 미그마타이트질 편마암으로 SHRIMP U-Pb 저어콘 연대 측정 결과 편마암의 모암인 퇴적암은 약 2027~1863 Ma (고원생대)에 퇴적되었으며 그 퇴적암의 근원은 약 20~25억 년 전의 화성암이다.

### 강화도 화강편마암
경기변성암복합체 화강편마암은 강화 지질도폭(2005)에서 편마암과 편암을 관입한 중~조립질의 선캄브리아기 화강암으로 보고되었으나 이후 조등룡(2012)이 야외조사와 SHRIMP U-Pb 저어콘 연대 측정을 실시한 결과 227±2 Ma (트라이아스기)가 측정되어 이 '화강편마암'의 상당수가 트라이아스기의 복운모 화강암인 것으로 밝혀졌다. 강화 지질도폭에 의하면 강화도 양사면, 하점면, 강화읍, 내가면, 선원면 곳곳에 분포하며 엽리 내지 편마구조가 발달하나 강화도 내가면~낙조봉 지역에서는 엽리가 미약하다.

### 온수리 편암
편암류는 흑운모 편마암을 부정합으로 덮으며 암상의 차이로 온수리 편암과 장봉 편암으로 구분된다. 경기변성암복합체 온수리 편암은 백운모편암, 흑운모편암, 석영편암, 규암 등으로 구성되며 강화군 길상면 온수리를 표식지로 하여 길상면 길직리, 선두리, 양도면 도장리, 옹진군 북도면 신도 북동부 왕봉산~안산 지역에 분포한다. 신도에 분포하는 온수리 편암에는 백운모가 잘 발달하며 이곳의 백운모편암은 북동 65~80°의 주향과 북서 45°이내의 경사를 보인다. 길상면 온수리 일대에는 온수리 편암 중에 규암 내지 석영편암이 남-북 방향으로 발달한다.
조등룡(2012)은 온수리 편암의 석영편암을 대상으로 SHRIMP U-Pb 저어콘 연대 측정을 실시하였고 그 결과 납 연령이 1.87 Ga, 1.95 Ga, 2.7 Ga, 2.5 Ga 에서 뚜렷한 집중군을 형성하였다.

### 장봉 편암
장봉 편암은 옹진군 북도면 장봉도를 표식지로 하여 강화군 화도면 동부와 서부, 삼산면 매음리 남부, 석모리 남서부, 미법도 지역에 분포하는 신원생대 지층이다. 강화 지질도폭(2005)에 의하면 장봉 편암은 흑운모편암, 석회질편암, 결정질석회암, 석영편암 등으로 구성되며 미법도에서는 등사습곡, 층간습곡 등이 잘 발달한다. 조등룡(2012)에 의하면 장봉 편암의 '흑운모편암'으로 알려진 암석은 섬록암질의 정편마암이며 그 모암의 정치 시기는 1954 +27/-21 Ma (고원생대 오로세이라기)이다.

### 볼음도 편암
주문도 지질도폭(2016)에서는 주문도, 아차도, 볼음도, 말도 지역에 분포하는 퇴적암 기원의 편암류를 볼음도 편암으로 명명하였다. 볼음도 편암은 흑운모편암, 석회질편암, 규암으로 구성된다. 규암은 주문도의 봉구산(146.5 m), 볼음도의 앞남산(88.7 m), 봉화산(80.9 m)과 요옥산(101.8 m) 등의 고지를 형성한다.

### 운모편암
운모편암은 인천광역시 서구 북동부와 계양구 북서부 및 영종도의 중구 운북동 동부와 중산동 북부 지역에 분포한다. 곳에 따라 석영편암, 규암, 석회암을 협재하며 편암의 편리는 습곡 작용으로 변화가 심하나 주향과 경사는 대체로 북동 70°,남동 20~30°또는 북서 방향이다. 운모편암과 흑운모 편마암이 분포하는 인천광역시 서구 불로동에서는 최근인 2024년 아파트 공사 도중 길이 150 m, 높이 30 m에 달하는 운모편암의 거대한 노두가 출현해 공사에 지장이 생겼고 건설업체가 이를 폭약으로 폭파하려 하자 인접 주민들이 항의한 일도 있었다.

### 석영편암
석영편암은 영종도 북동부 백운산 일대, 운북동 서부, 운남동, 중산동 남서부 지역에 분포하며 담회색 내지 담갈색을 띤다. 해변의 노두에서는 흑운모 화강암 또는 페그마타이트 암맥에 관입당했으며 백운산 정상에서는 소규모의 규암충을 협재하기도 한다.

## 선캄브리아기 덕적군도·영흥도

### 한반도 최고령 암석

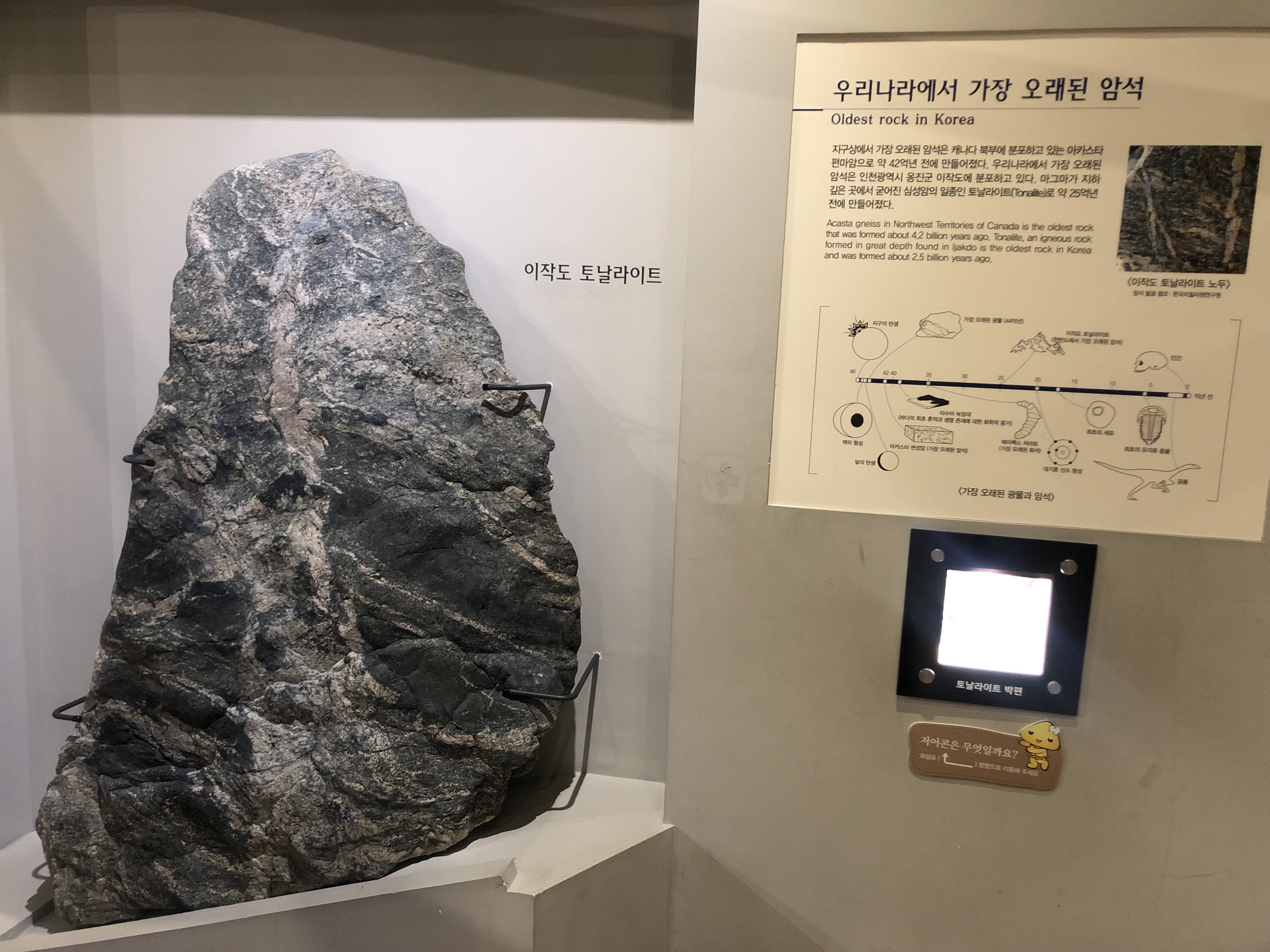
대이작도의 토날라이트 표본, 국립중앙과학관 전시

대이작도 서부와 소이작도에 분포하는 혼성편마암 또는 토날라이트질 편마암은 SHRIMP U-Pb 저어콘 연대측정 결과 이 혼성암은 약 2.58 Ga에 정치한 원암이 2508±18 Ma에 광역변성작용을 받아 형성되었으며 시생누대 신시생대의 것으로 한국의 최고령 암석에 해당된다. 현미경 관찰에 의하면 석영과 장석, 각섬석 등으로 구성되며 변성 및 재결정 작용이 관찰된다.

### 업벌층
업벌층은 선캄브리아기 변성퇴적암으로 영흥도 남부, 섬업벌(어평도), 백암등대섬, 대이작도, 승봉도 북동부에 분포한다. 규암, 석회암, 석영편암, 천매암, 역질이암 등으로 구성된다. SHRIMP U-Pb 연대측정 결과 저어콘 연령은 고원생대~중원생대~1.1 Ga까지 분포해 업벌층은 신원생대 지층으로 추정된다.

## 고생대
영흥도와 자월도 지역에는 고생대의 퇴적암 지층이 분포한다.

### 장경리층
장경리층은 자월도 동쪽 끝 지역과 어평도(섬업벌) 영흥도 일부 지역에 분포하며 사암, 암회색/암적색 세립암, 석회암의 호층으로 구성된다. 자월도에서는 고원생대 흑운모 편암을, 어평도에서는 신원생대 업벌층을 부정합으로 덮는다.

### 태안층
태안층은 영흥도 내리 남서부와 선재도 북동부에 분포하며 사암과 이암으로 구성된다.

### 십리포층
십리포층은 인천 내에서는 영흥도 북동부에 분포하며 안산시 단원구의 암회색 사암, 이암, 석회암 및 석회질암석으로 구성된다. 사암의 저어콘에 대한 SHRIMP U-Pb 연대측정결과 지질시대는 데본기~석탄기 이후로 추정된다. 십리포층의 퇴적 환경은 천해의 대륙붕으로 추정된다.

## 중생대트라이아스기

### 각섬석 흑운모 화강암
용유도 지질도폭(2016)의 각섬석 흑운모 화강암은 영종도 남서부 운서동, 을왕동, 남북동, 덕교동 및 무의도, 실미도, 용유도, 삼목도 지역에 분포한다. 김동연과 최성자(2014)는 용유도의 각섬석 흑운모 화강암에 대한 SHRIMP U-Pb 저어콘 연대측정을 실시하여 227~230 Ma의 정치 시기를 보고하였다.

### 섬장암
섬장암은 자월도, 승봉도, 사승봉도, 금도, 부도에 분포하며 자월도의 섬장암에 대한 U-Pb 연대측정 결과는 227.3±0.4Ma이다.

### 흑운모 화강암
덕적도와 문갑도의 트라이아스기 흑운모 화강암은 신원생대 운모편암을 관입하고, 트라이아스기의 섬록암 및 반화강암에 의해 관입당했으며 쥐라기 퇴적암 덕적층과 단층으로 접촉하는 것으로 추정된다. SHRIMP U-Pb 저어콘 연대측정 결과는 약 223 Ma이다.

### 반상 흑운모 화강암
반상 흑운모 화강암은 덕적도 북동부와 소야도에 분포하며 알칼리장석의 반정을 특징적으로 포함한다. SHRIMP U-Pb 저어콘 연대측정 결과는 217.8±1.5 Ma이다.

## 중생대쥐라기대보 화강암

### 흑운모 화강암
대보 화강암 흑운모 화강암은 인천광역시 중구 인천항 일대, 미추홀구, 연수구, 강화군 길상면 선두리와 동검도 지역에 분포하며 회백색을 띠는 중립 내지 조립질 암석이다. 선두리와 등검도에서는 선캄브리아기 운모편암을 관입 내지 포획한다.

### 중립질흑운모화강암

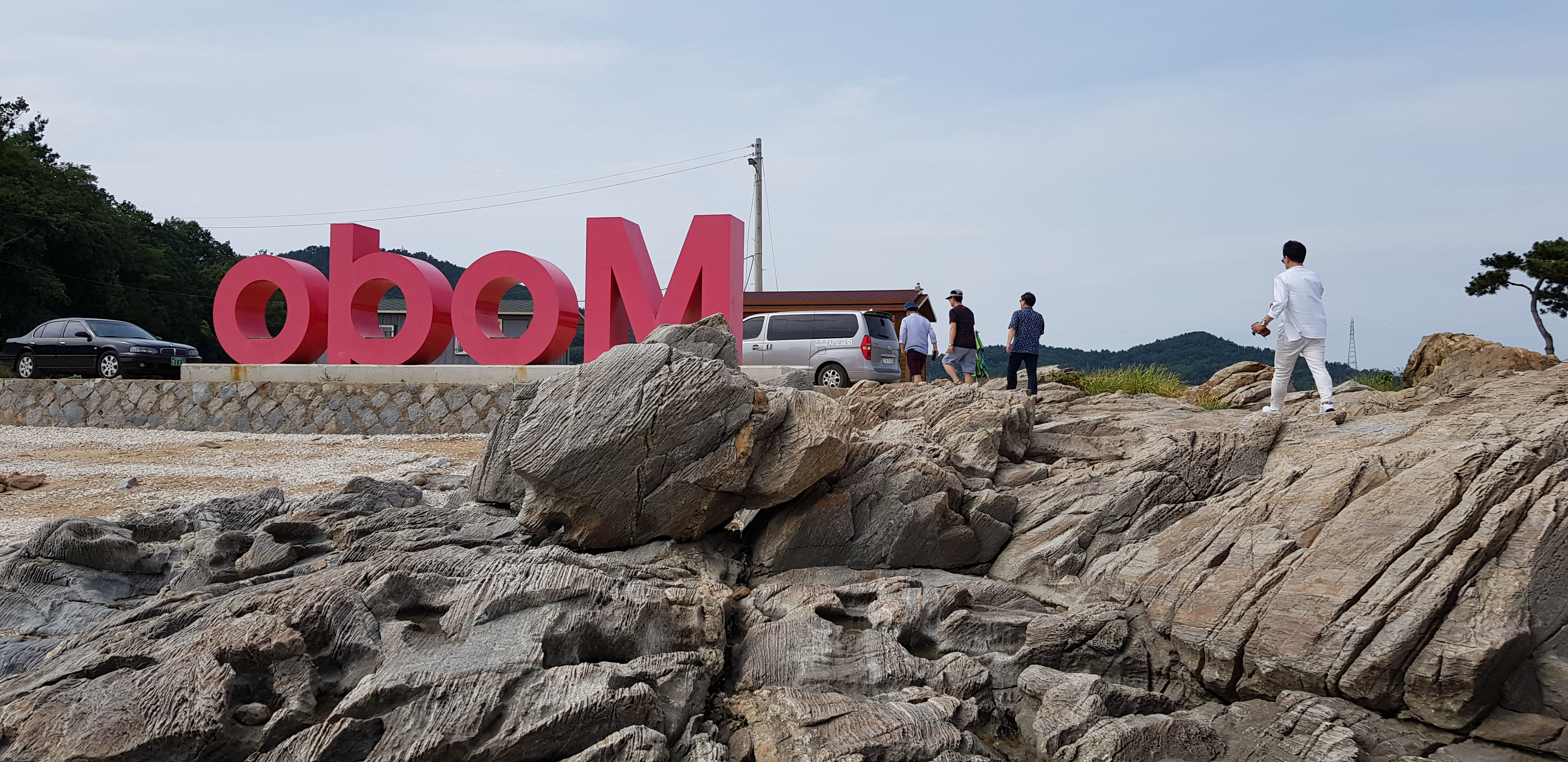
화강암 바위의 아름다움을 자랑하는 모도

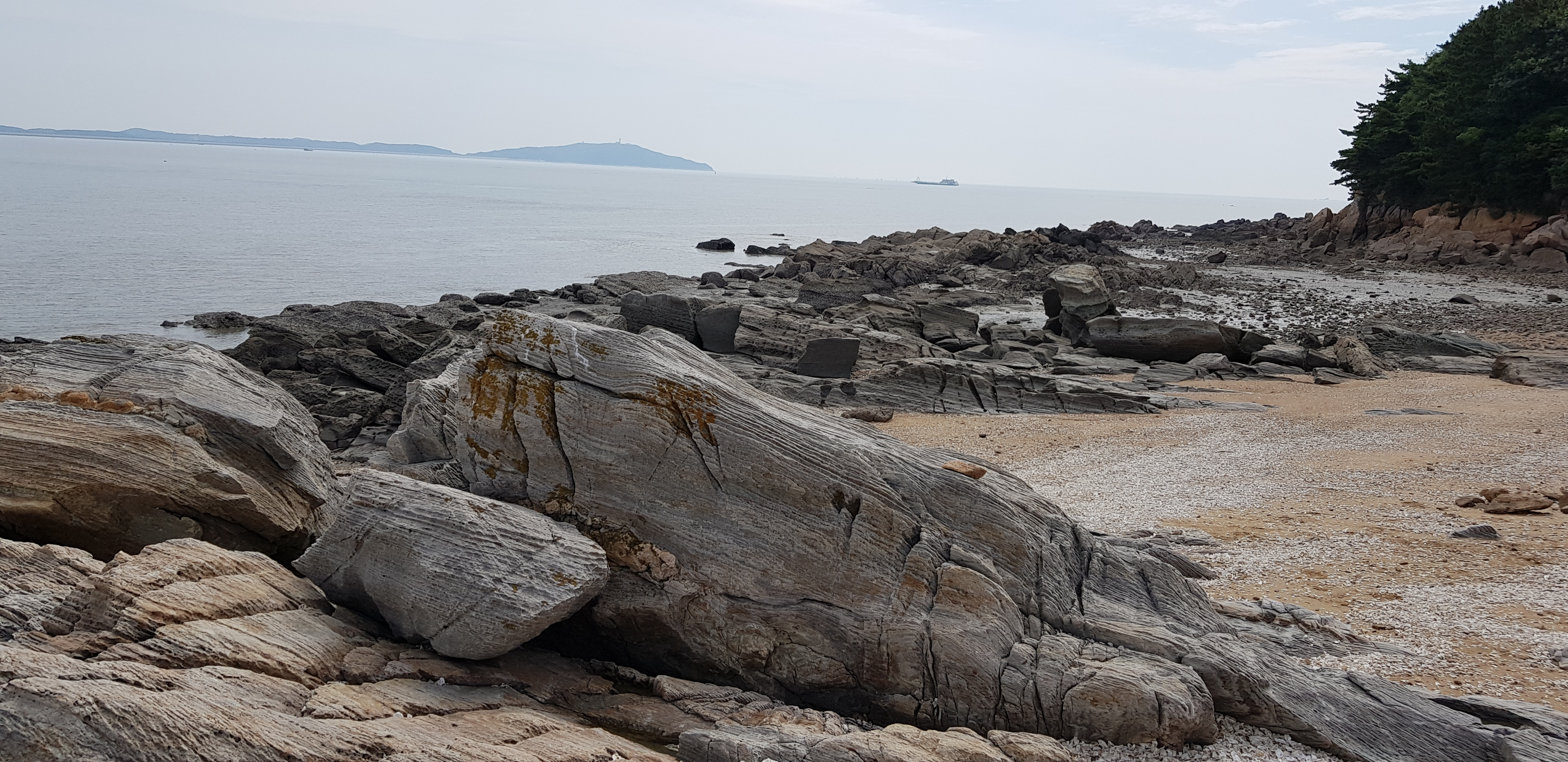
바다전경과 멋진 바위들이 있는 모도

대보 화강암 중립질흑운모화강암(Jmgr)은 석모도 북부와 남부, 강화도 인화리, 황청리, 옹진군의 장봉도, 모도, 신도, 시도에 분포하며, 강화도 양도면 능내리, 마니산 산정, 영종도 중구 운서동 등지에도 소량 분포한다. 이 화강암은 상대적으로 조립질이며, 일부 반상질을 보이기도 한다.

## 중생대쥐라기덕적층

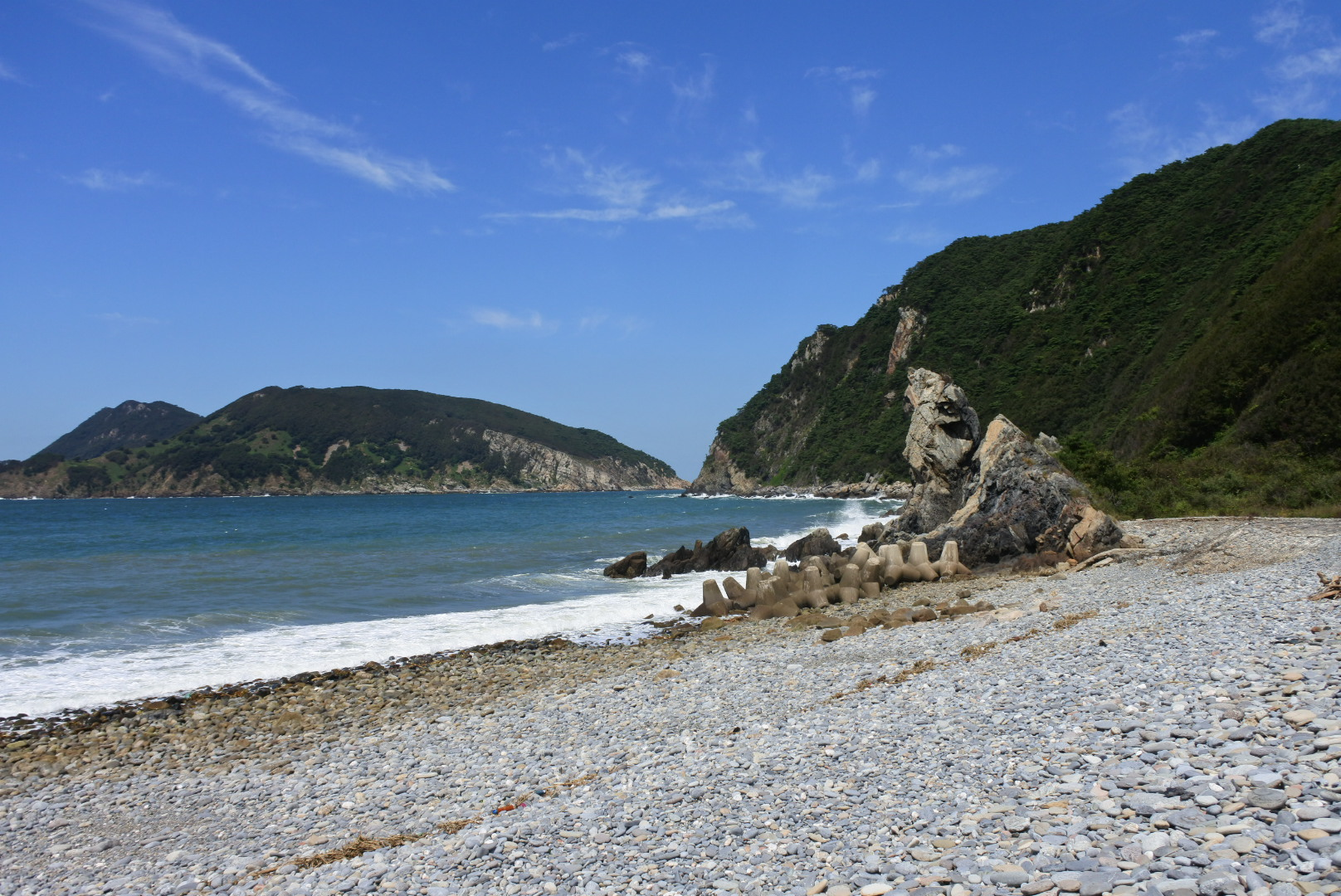
덕적도 능동자갈마당의 덕적층 노두

덕적층(德積層, Deokjeok Formation)은 덕적도 서북부, 선미도, 소이작도 북부에 분포하는 중생대 쥐라기 대동 누층군의 퇴적암 지층이며 덕적도의 능동자갈마당해변에서 접근 및 관찰이 용이하다.

## 중생대백악기

### 굴업도 응회암
굴업도 응회암은 굴업도를 비롯 백아도, 울도, 선갑도 등지에 분포하는 응회암으로 암편을 다량 포함하여 응회각력암으로 나타나는 곳이 있다. SHRIMP U-Pb 저어콘 연대측정 결과는 114.3±1.4 Ma이다.

### 각섬석화강섬록암
각섬석화강섬록암은 강화도 마니산(산정부 제외)과 석모도 중앙 2개 지역에 분포하는데 이는 서로 연결되지 않는 별개의 암체이다. 염기성포획체(Mafic enclave)를 특징적으로 함유하며 SHRIMP U-Pb 연대측정 결과는 108 Ma이다.

## 단층
인천광역시에는 대규모 단층은 없고 백령도, 덕적도 및 김포분지 지역에 소규모 단층이 있다.

### 백령도 연화리 단층
연화리 단층은 백령도 남서부 연화리에 동-서 방향으로 발달하는 발달하는 두무진층과 중화동층을 반복 분포시키며 이들 지층의 층리에 저각으로 발달한다. 단층 노두에서 나타나는 끌림습곡은 상부가 남쪽/남동쪽을 향해 상승한 역이동성 운동을 지시한다. 단층 노두의 연속성이 불량하지만 단층 주변에서 층리가 거의 수직으로 휘어 이로서 단층을 추적할 수 있다.

### 백령도 삼각산 단층
삼각산 단층은 백령도 남서부 삼각산의 남-북 방향 능선을 따라 발달하는 고각의 단층이며 단층을 따라 파쇄암이 나타난다. 단층의 양쪽에서 두무진층과 중화동층의 경계가 이격되어 있어 우수향 주향이동 운동을 지시한다. 삼각산 단층은 북쪽의 두무진층 내부로 연장된다.

### 백령도 화동 단층
화동 단층은 백령층군 최하부 남포리층을 북서쪽으로 충상시켜 두무진층 및 중화동층 위에 놓이게 한다. 단층대 내에는 수 매의 단층이 반복 발달하여 남포리층과 두무진층 및 중화동층의 접촉면을 확인하기 어렵고, 단층대의 노두는 중화동 포구 주변 해안가에서 잘 나타난다.

## 같이 보기
- 한국의 지질
- 서울특별시의 지질
- 철원군의 지질
- 당진시의 지질
- 공주시의 지질
- 대전광역시의 지질
- 대구광역시의 지질
- 부산광역시의 지질